# Monumento conmemorativo a los soldados y marineros (Lancaster)
El Monumento conmemorativo a los soldados y marineros (en inglés, Soldiers and Sailors Monument) es un monumento neogótico que se encuentra en Penn Square en el centro de la ciudad de Lancaster, en el estado de Pensilvania (Estados Unidos). Mide 13 m de alto. Se dedicó el 4 de julio de 1874, en su sitio actual en la intersección noreste de las calles King y Queen. La intención original del monumento era rendir homenaje a los soldados de la Unión de Lancaster muertos durante la Guerra de Secesión. En la actualidad también honra a los caídos en otras guerras estadounidenses.
El Tratado de Lancaster de 1744 entre los británicos y los iroqueses se firmó en el antiguo palacio de justicia de Lancaster que se encontraba en el sitio del monumento en ese momento.
El monumento también se encuentra en el lugar exacto donde se reunió el Segundo Congreso Continental durante la Guerra de Independencia de los Estados Unidos el 27 de septiembre de 1777, en el antiguo Palacio de Justicia de Lancaster. El palacio de justicia se construyó en 1739, pero luego se incendió en 1784, se reconstruyó en 1787 para que sirviera como Casa de Estado de 1799 a 1812 y se revirtiera como Palacio de justicia del condado de Lancaster hasta 1852.
El monumento figura en el Registro Nacional de Lugares Históricos desde el 2 de abril de 1973.

## Descripción
El monumento de Lancaster cuenta con un pilar de granito rectangular de Rhode Island de 13 m de alto, rematado con una estatua de una mujer con túnica en un pedestal conocido como el "Genio de la Libertad". Este sostiene una espada desenvainada y un escudo. Su cabeza está coronada de estrellas. Está orientada al norte, lo que, según la leyenda, le permite dar la espalda a los antiguos Estados Confederados de América, que fueron derrotados en la guerra.
Las estatuas de cuatro hombres que representan las cuatro ramas de las fuerzas armadas estadounidenses rodean el pozo de granito cerca de su base. Las cuatro ramas representadas por los hombres son la Armada, el Ejército, la Artillería y la Caballería.
Los nombres de varias batallas de la Guerra de Secesión están tallados en el pilar de granito central del monumento, ya que la intención original del monumento era honrar a los muertos en esa guerra en particular. Las inscripciones incluyen la batalla de Antietam, la batalla de Chickamauga, la batalla de Gettysburg, la batalla de Malvern Hill, la batalla de Petersburg y la Batalla de la espesura.
Se han agregado varias placas de bronce al monumento desde su construcción, en memoria de los miembros de las fuerzas armadas estadounidenses. Una placa conmemora específicamente el papel de los afroamericanos en el ejército. Otras placas separadas honran a los muertos en la Primera Guerra Mundial, la Segunda Guerra Mundial, la Guerra de Corea, la Guerra de Vietnam y la Guerra del Golfo.
La base del monumento está tallada con la inscripción "Erigido por la gente del condado de Lancaster/ En memoria de sus conciudadanos que cayeron /en defensa de la Unión/en la Guerra de Rebelión/1861-1865".

## Historia

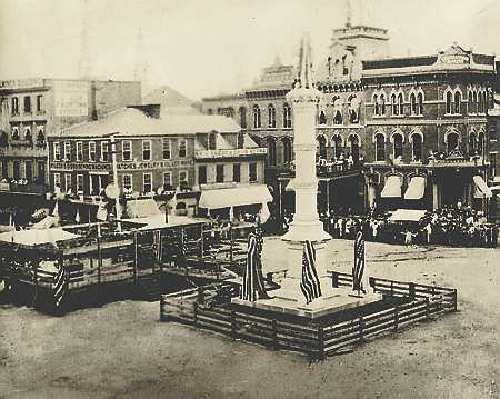
Una foto del monumento en Penn Square tomada el día de su inauguración el 4 de julio de 1874.

La idea de un monumento a los soldados de la Unión de Lancaster asesinados durante la Guerra de Secesión se concibió poco después del final de las hostilidades en 1865. La financiación del monumento fue defendida por una organización cívica de mujeres llamada Patriot Daughters of Lancaster y su líder, Rosina Hubley. Las Hijas Patriotas de Lancaster realizaron una venta justa de recaudación de fondos para damas en diciembre de 1867 en el cercano Fulton Hall, ahora llamado Fulton Opera House, para ayudar a financiar la construcción del monumento propuesto. El evento recaudó aproximadamente 3500 dólares la meta final de 20 000 dólares. Los fondos restantes para la construcción del monumento se recaudaron a través de impuestos militares y fondos liberados por el Tesoro del Condado de Lancaster o mediante donaciones privadas. Se cree que el costo total del monumento era de 26 000 dólares en ese momento.

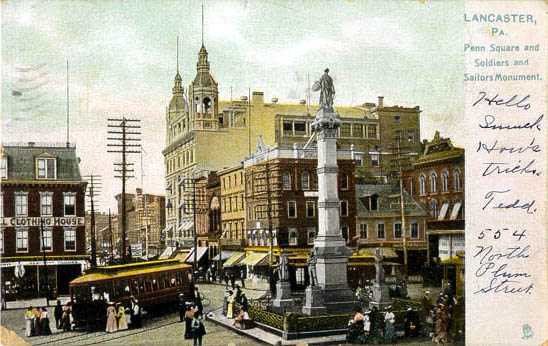
En una postal de 1906 mirando al noroeste

Center Square, como se llamaba en ese momento a la actual Penn Square, fue elegida como el sitio del nuevo monumento. El monumento fue encargado formalmente el 4 de noviembre de 1872. Se inauguró y dedicó formalmente el 4 de julio de 1874, y en ese momento estaba originalmente rodeado por cercas empalizadas y calles de tierra. El presidente Ulysses S. Grant envió su pesar por no poder asistir a la ceremonia. La gran multitud que vio la dedicación incluía veteranos de la Guerra de Secesión y un grupo de niñas del Hogar de Huérfanos Mount Joy Soldiers. El monumento fue inaugurado oficialmente a la una de la tarde mientras las niñas del orfanato cantaban La tumba de mi padre. El Genio de la Libertad en la parte superior del monumento estaba envuelto en una bandera estadounidense.

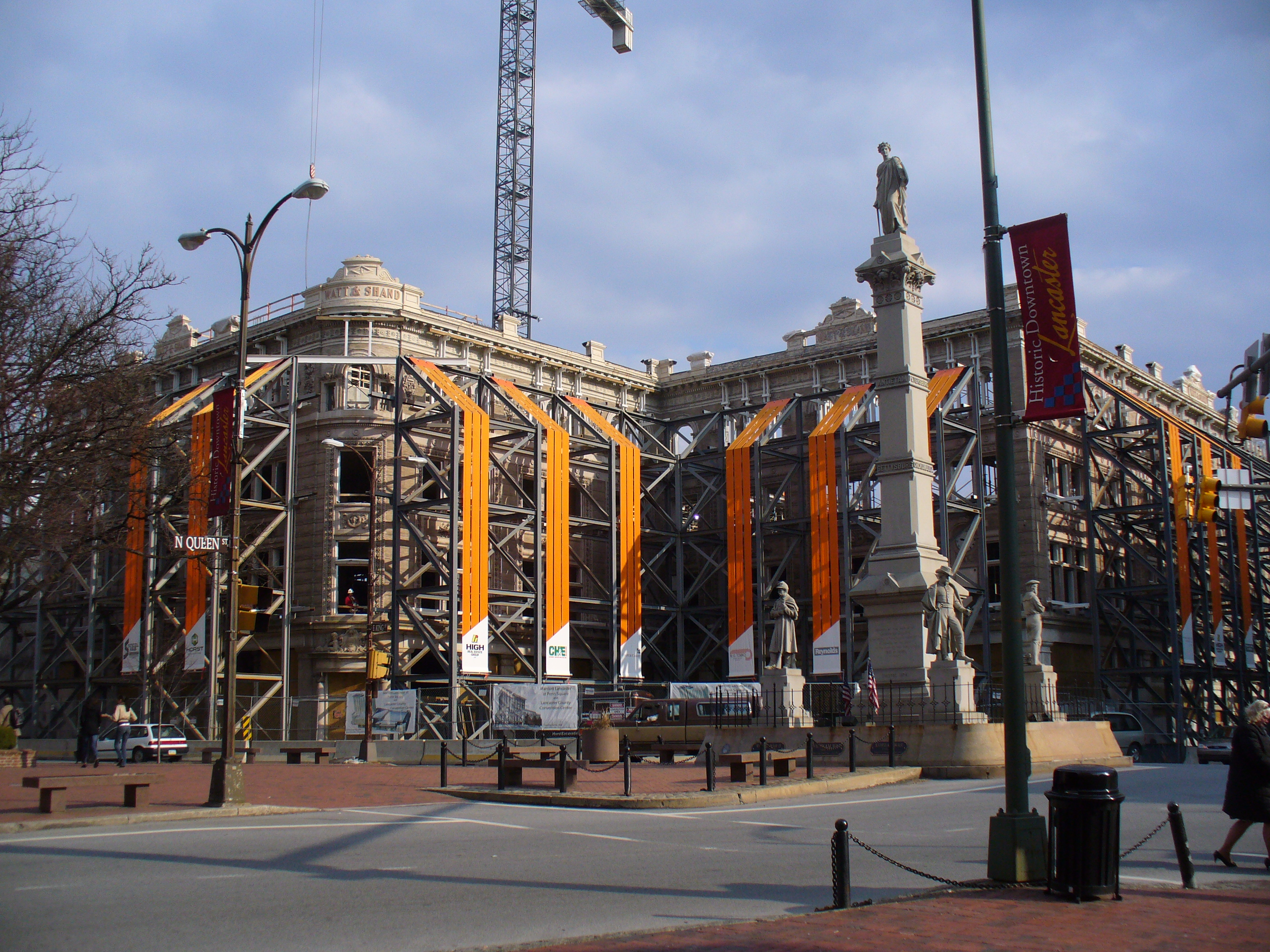
El monumento en Penn Square en Lancaster.

Rosina Hubley, quien dirigió los esfuerzos para construir el monumento, comentó el 4 de julio de 1874 que creía que sería un "recordatorio perpetuo para todas las personas del país que se reúnen semana a semana para intercambiar y chaffer en el mercado, que hay algo superior y mejor que uno mismo o productos, gangas o billetes de banco".
En 1877 se agregaron al monumento una valla de hierro y un muro de granito, en sustitución de la valla original. El monumento fue pulido con chorro de arena y limpiado tanto en 1905 como en 1924. El 8 de junio de 1931 se añadió una placa que contenía el Discurso de Gettysburg y una imagen de Abraham Lincoln. Se colocaron nuevas luces en el monumento en 1956, 1972 y nuevamente a principios de la década de 2000.
Durante la década de 1950 se planteó una propuesta para reubicar el monumento en un sitio alternativo en un parque de la ciudad para aliviar la congestión del tráfico en el centro de Lancaster. Sin embargo, se abandonó la idea de reubicación y el monumento permaneció en su ubicación original.
El tráfico circulaba por los cuatro lados del monumento hasta la década de 1970. Se ideó un nuevo patrón de tráfico para Penn Square y el monumento en 1972. Se construyó una plaza de ladrillo junto con la expansión del edificio cercano de Fulton Bank, cerrando el tráfico en la esquina noreste del monumento y abriéndolo a los peatones. El tamaño de la base del monumento se redujo de sus 10,7 m hasta 5,2 m como parte del desvío del tráfico. Se retiró la barandilla de hierro, añadida en 1877, y se añadió un nuevo bordillo de granito para proteger el monumento de las colisiones de tráfico.
El 12 de noviembre de 1978, una mujer se suicidó al estrellar su automóvil contra el monumento, causando daños a la estatua del marinero, que representa a la Armada de los Estados Unidos. La base y las piernas de la estatua del marinero se repararon con cemento.
El 21 de abril de 2009, abrieron sus puertas frente al monumento el Centro de Convenciones del Condado de Lancaster y el Hotel Marriott de 300 habitaciones, que costaron 170 millones de dólares, ocupan 18 581 m². El histórico Mercado Central, construido en 1889, y el W. W. Griest Building encuentran justo al noroeste.

## Galería

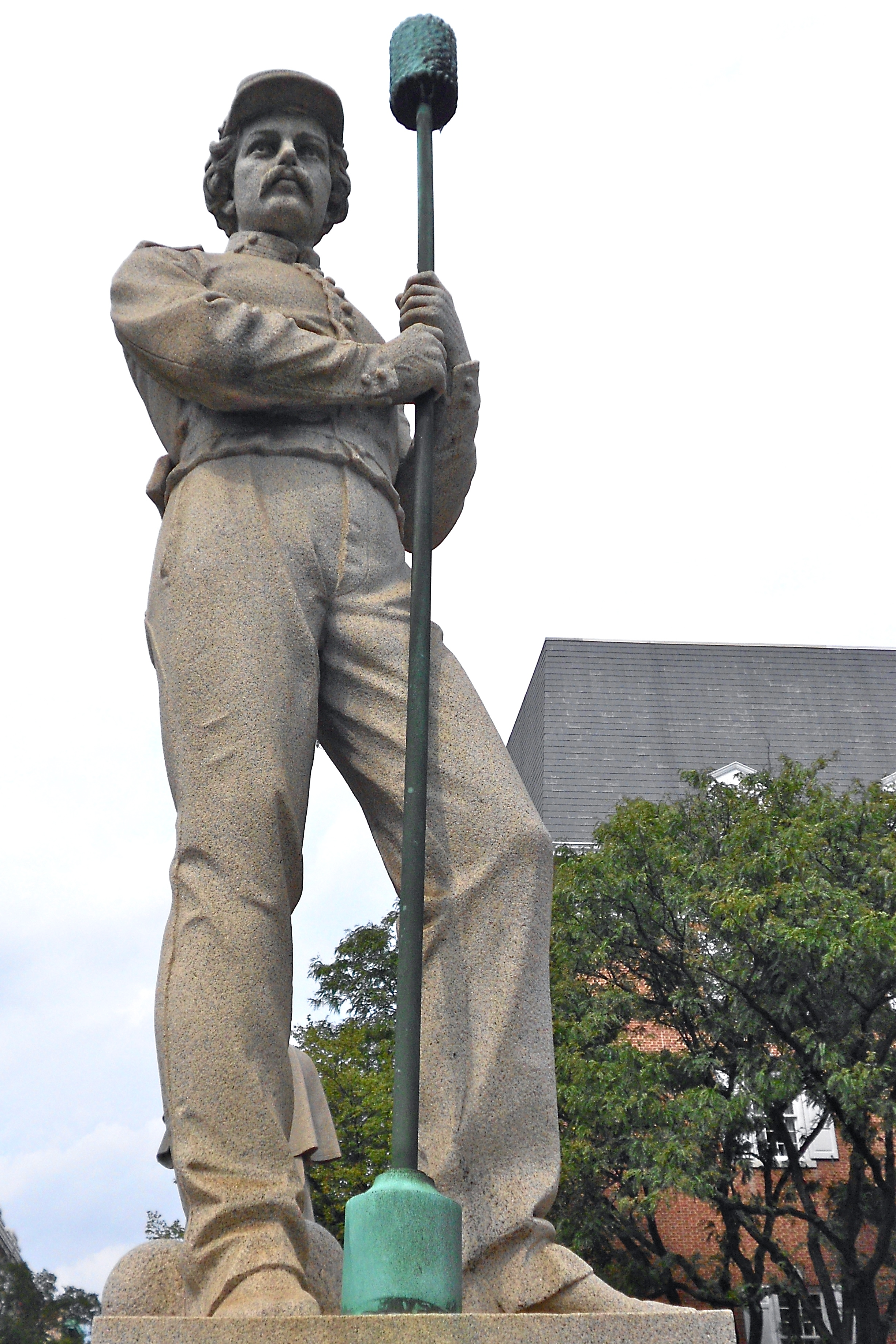
Artillería (esquina NE)
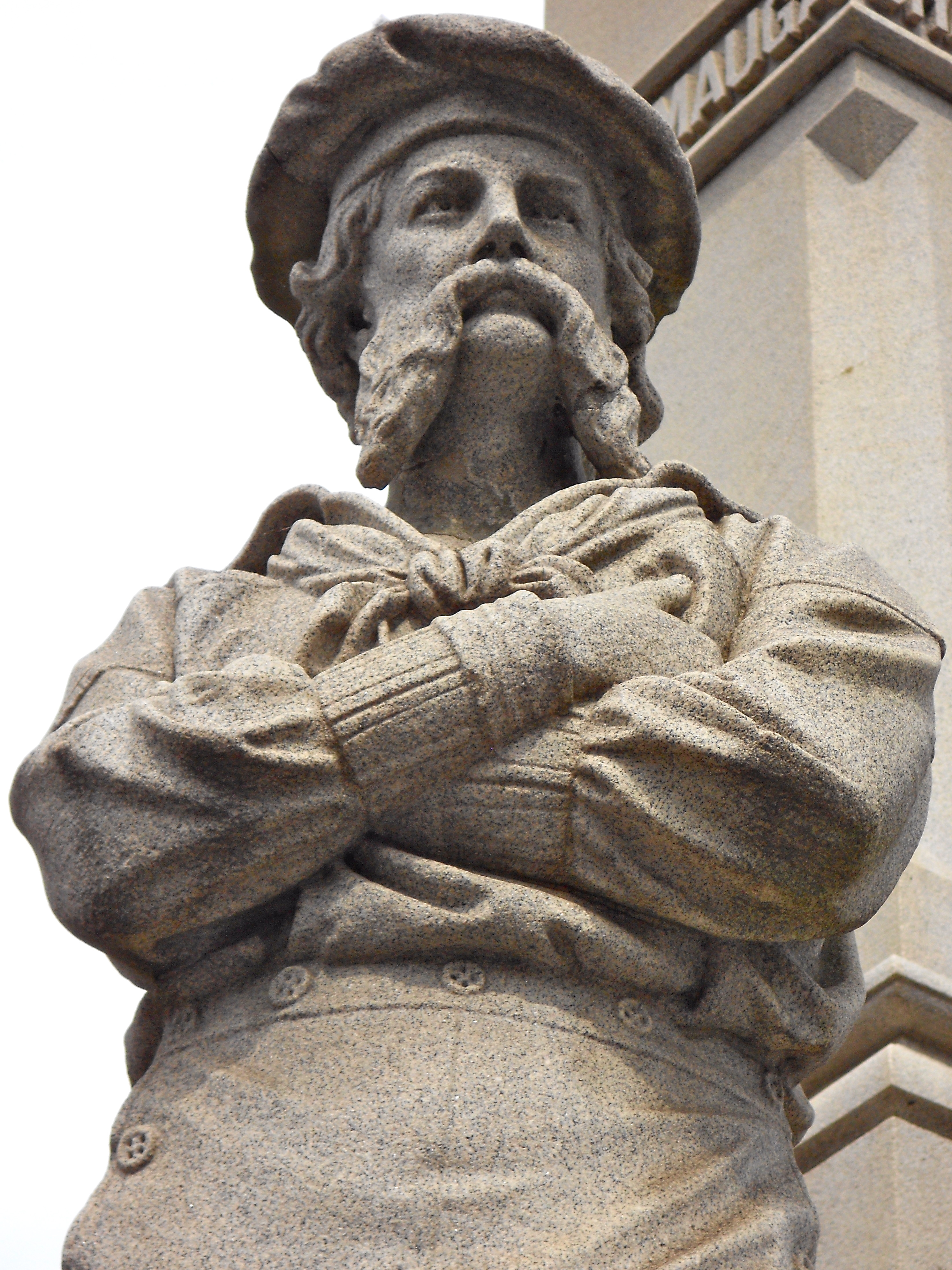
Marina (esquina SE)
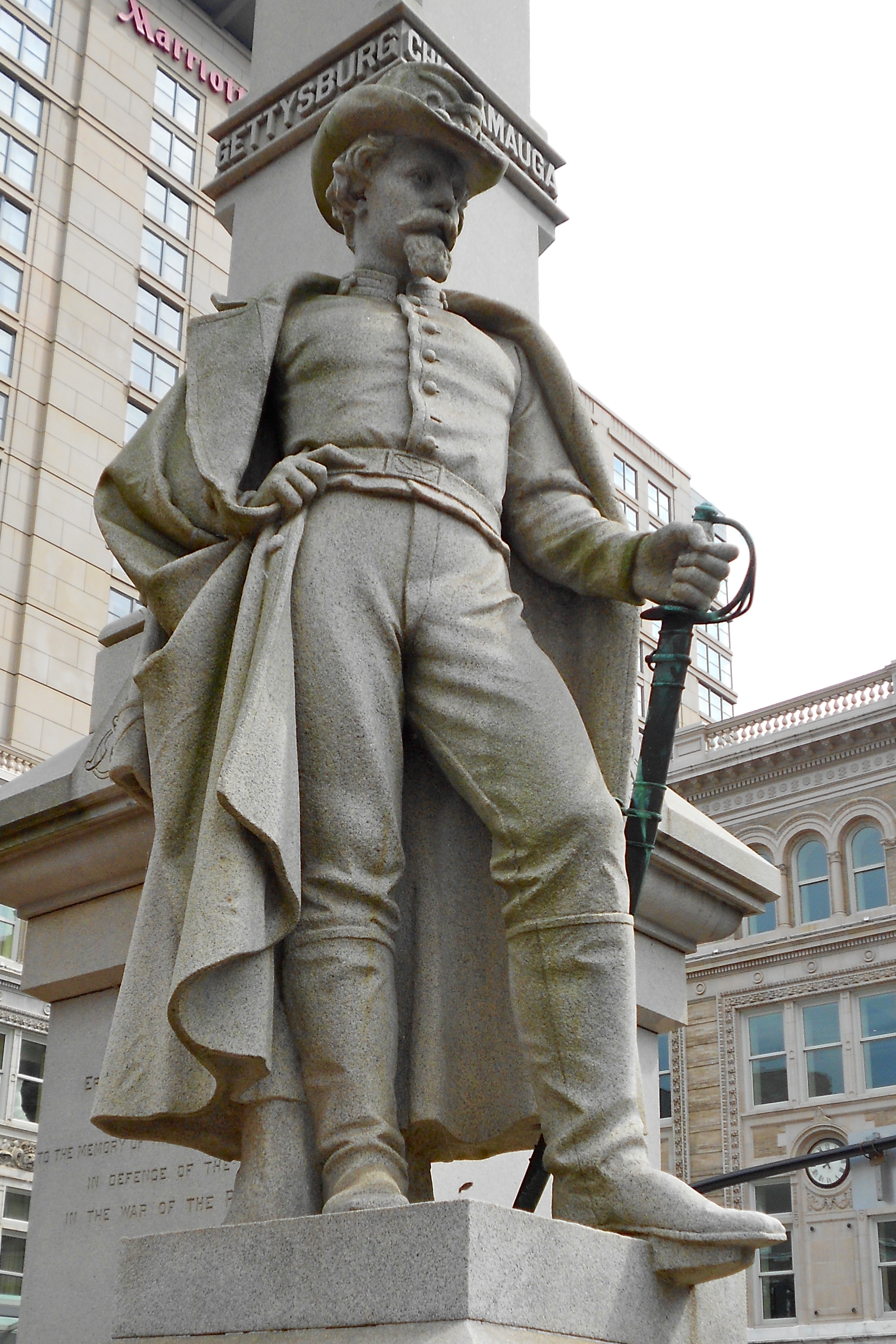
Caballería (esquina SO)
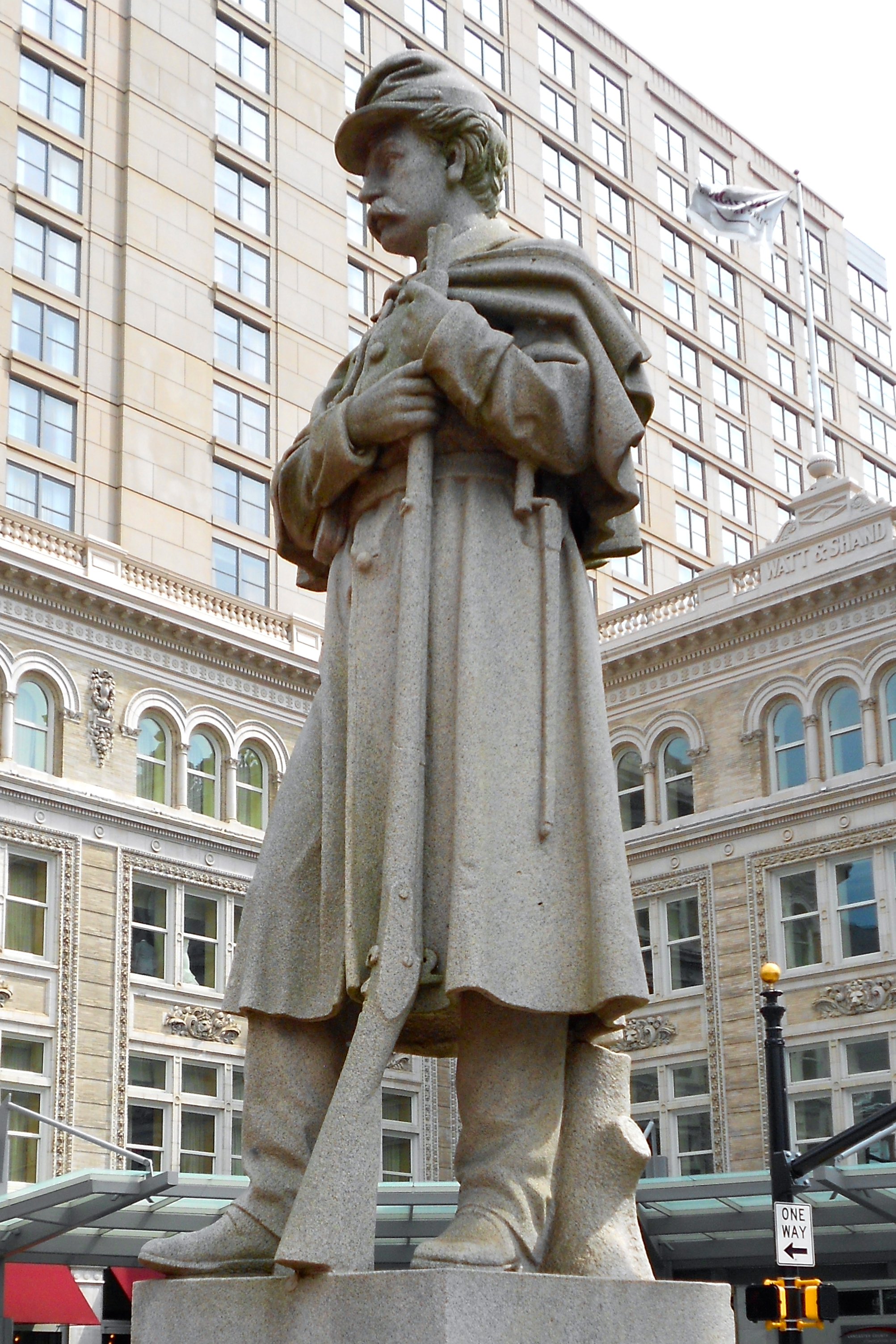
Infantería (esquina NO)